# Fiamma Vigo
Fiamma Vigo (Bahía Blanca, 5 febbraio 1908 – Venezia, 5 aprile 1981) è stata una gallerista, pittrice, collezionista d'arte, pubblicista, talent scout e promotrice culturale italiana.

## Biografia
Fiamma Vigo, nota anche come Fiammetta Vigo, nasce in Argentina, terza di cinque figli di una coppia di origine genovese, Anita Pisoni e Mario Cesare Vigo, medico. La famiglia rientra in Italia nel 1912 e si stabilisce a Firenze. Nel 1918, ancora bambina, Fiamma viene colpita dall'influenza spagnola, un'epidemia che causerà decine di milioni di morti nel mondo. Supera la malattia, ma resta molto indebolita nel fisico e quasi subito contrae la poliomielite. Crescendo manifesta interesse e particolare inclinazione per le arti figurative, pertanto i genitori la indirizzano alla pittura facendole prendere lezioni private tra il 1924 e il 1926.

### Tra Parigi e Firenze
Dopo la scomparsa del padre nel 1926, la madre decide di trasferirsi da Firenze a Parigi per consentire alla figlia di perfezionare gli studi artistici. 
Con i maestri parigini André Lhote e Mario Tozzi, studia composizione, la tecnica dell'affresco e altre tecniche; frequenta inoltre l'Académie Colarossi fino al 1931.
Dal 1932 inizia la sua attività artistica, organizza mostre personali e partecipa alle maggiori mostre collettive nazionali e internazionali: espone in Belgio, Argentina, Svizzera, Francia. In Italia è presente alle Mostre Sindacali di Firenze (1934) e Padova (1938), alla VII Mostra Interprovinciale D'Arte Toscana (1934), alle mostre indette dall'Associazione Donne Artiste e Laureate, alla Galleria Firenze, alla Quadriennale di Roma (1939) e alla Galleria Genova (1939). Si dedica anche alla scultura, in particolare alla produzione di testine in creta. All'intensa attività espositiva, alterna collaborazioni con Mario Tozzi: insieme affrescano il salone del Comando generale della Milizia a Roma nel 1935 e il Palazzo di Giustizia a Milano nel 1938.
All'inizio degli anni quaranta rientra definitivamente a Firenze, dove affitta uno studio in via degli Artisti. 
Spinta da un'innata curiosità per la sperimentazione, esplora nuove tendenze e correnti; si appassiona all'arte astratta geometrica e lascia da parte il figurativo; a Parigi aveva conosciuto, rimanendone influenzata, Alberto Magnelli e i pittori della galleria Denise René e della galleria de Beaune, già dediti allo studio di forme geometriche, completamente astratte.
Subito dopo la guerra aderisce e promuove l'attività dell'Associazione Artistica Internazionale Indipendente, l'Art Club, un insieme di artisti apolitici, indipendenti da ogni influenza ufficiale, riuniti per favorire e incoraggiare lo sviluppo delle arti contemporanee a livello internazionale.
Con tale spirito nel 1947 trasforma il proprio studio in un luogo di ricerca e dibattito culturale, aperto la domenica pomeriggio ad artisti e intellettuali come Alberto Moretti, Sandro Scheibel, Oscar Gallo, Quinto Martini, Fernando Marri, Jacopo Treves, Piero Gambassi, Carlo Grassini, Arrigo Parnisari. Con alcuni di loro nel 1949 dà vita alla rivista "Base", il cui motto è il pitagorico "Tutto è numero". Sulle pagine del primo numero pubblica un suo saggio: "Armonia come scienza degli accordi". Di "Base" usciranno solamente tre numeri.

### "Numero - Arte e letteratura"
Nel luglio del 1949 insieme all'architetto Alberto Sartoris fonda un'altra rivista d'arte: "Numero - Arte e letteratura", pubblicazione poliedrica, dedicata alle nuove avanguardie artistiche italiane e straniere; oltre ad artisti che spaziano dall'informale alla pop art, letterati, musicisti e critici d'avanguardia hanno il loro spazio e posso partecipare al dibattito internazionale sull'arte. Nelle sue pagine si parla di teatro, poesia, musica, psicologia e architettura. Uscirà fino al 1953. Riprenderà la pubblicazione per soli due anni nel 1965 e 1966 con un nuovo titolo: Documenti di Numero, proposto in fascicoli mensili.
Fortemente impegnata nell'attività editoriale, la Vigo riduce il tempo dedicato alla pittura e dirada notevolmente la partecipazione alle mostre.

### La "Galleria Numero"
Dal 1951 si dedica all'attività espositiva promuovendo artisti e opere secondo le direttive etiche dell'Art Club. Fonda a Firenze la Galleria Numero, una galleria d'arte decisamente anticonformista, che promuove oltre ogni frontiera l'arte più innovativa e meno rappresentata, l'arte astratta.
La galleria inaugura con una personale di Giuseppe Capogrossi allestita nella saletta del Bar degli Artisti in via della Robbia. Durante la mostra Vigo organizza incontri e discussioni serali sulle arti in genere, incontri che diverranno regolari, il giovedì e il sabato sera, fino al 1960. Altre mostre si svolgeranno al Bar Cennini e poi nel suo studio al n. 6 di via degli Artisti.
Nel dopoguerra la Galleria Numero caratterizza fortemente la vita culturale ed artistica di Firenze nonostante la resistenza, spesso tradotta in aperta ostilità, della città per le nuove tendenze. Lo stesso fermento anima altre gallerie fiorentine: la Galleria d'Arte Contemporanea di Paola Mazzetti e Martin Krampen, la Vigna Nuova di Sergio Santi, Quadrante di Matilde Giorgini, Strozzina diretta da Carlo Ludovico Ragghianti, L'Indiano, la Galleria il Fiore di Corrado del Ponte.
Nella seconda metà degli anni cinquanta, sospinta da uno spiccato spirito pionieristico, si impegna nella schedatura di artisti meno noti vicini all'astrattismo e all'informale, e nell'organizzazione di mostre in Italia e all'estero, per far conoscere il gruppo, ormai numeroso, degli artisti di Numero, gruppo di cui fa parte lei stessa. Si dedica inoltre alla valorizzazione e promozione di artiste donne, scelta abbastanza insolita per quei tempi: organizza mostre personali e collettive di Adriana Pincherle, Daphne Maugham Casorati, Paola Levi Montalcini, Simonetta Vigevani Jung, Giulia Napoleone, Carla Accardi, ecc.. Altri artisti che intrattengono rapporti di lavoro ed espongono nella Galleria Numero sono Emilio Vedova, Eugenio Carmi, Gianfranco Chiavacci, Hsiao Chin, Mario Nigro, Wladimiro Tulli.

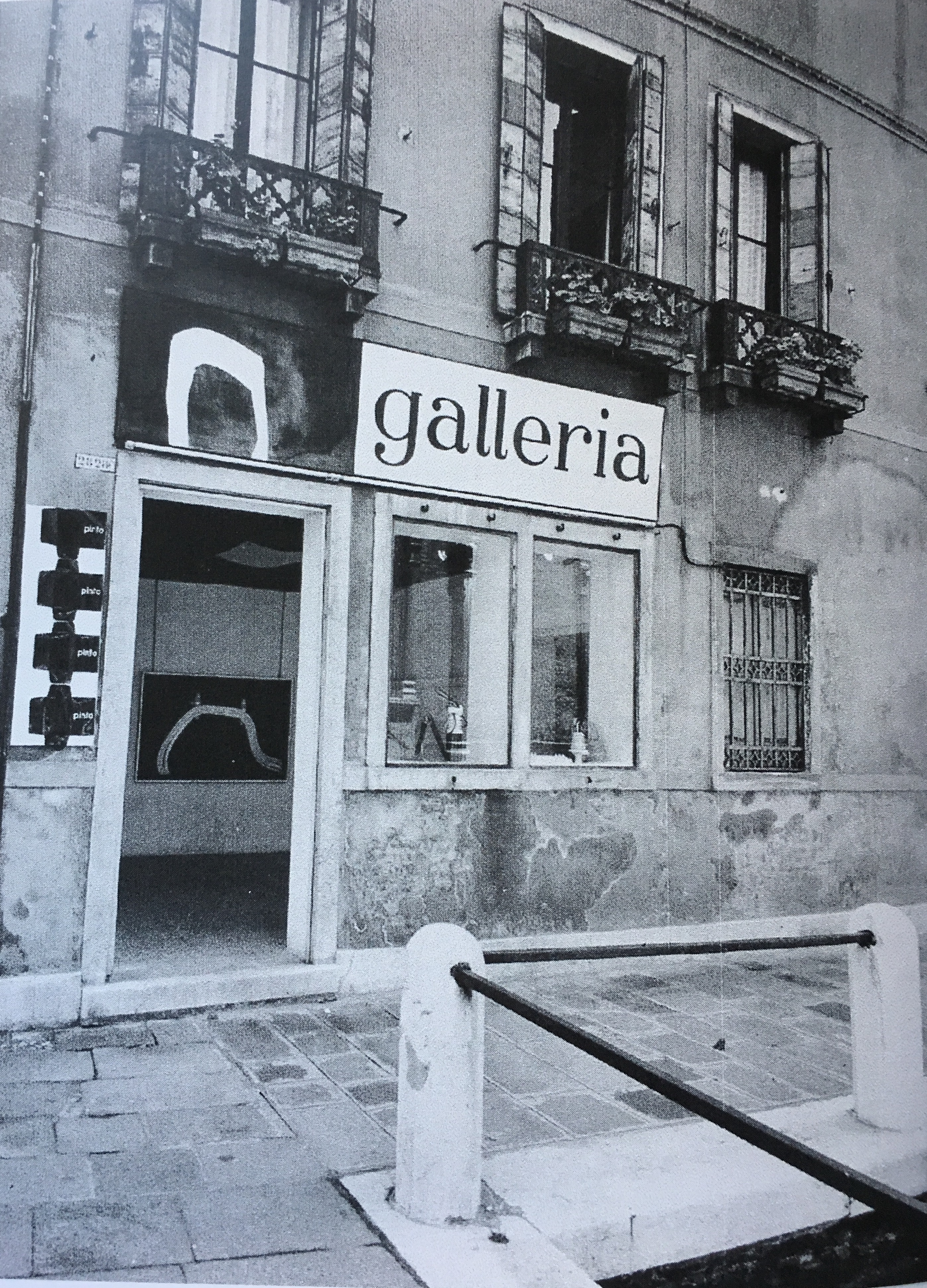
Galleria Numero a Venezia, 1969

### Gallerie a Roma, Prato, Milano, Venezia
Nonostante le precarie condizioni di salute, instancabile, apre altre gallerie, dove si reca ogni settimana sottoponendosi a faticosi spostamenti:
- nel 1959 una seconda galleria in via degli Artisti, chiuderà dopo solo un anno
- nel 1960 a Roma, in piazza di Spagna, trasferita poi in via del Babuino nel 1964 e poi ancora in via Principessa Clotilde nel 1966
- nel 1961 a Prato, chiuderà nel 1963
- nel 1962 a Milano, in Via Santo Spirito, attiva fino al 1967
- nel 1962 a Venezia, in Crosera S. Pantalon, trasferita in Campo Santo Stefano nel 1963
- nel 1975 a Venezia, (una seconda galleria veneziana), in Frezzaria San Marco, chiuderà nel 1977

Nel 1965 trasferisce la galleria di Firenze in via Cavour, sede che lascerà dopo l'alluvione per spostarsi in via della Scala.
A metà degli anni sessanta, con cinque gallerie attive, Fiamma Vigo gode di notevole prestigio e di alta considerazione tra gli addetti ai lavori a livello internazionale.
Durante tutti gli anni di attività scopre più di duemila artisti che ospita nelle proprie gallerie, fra loro: Giuseppe Capogrossi, Alberto Moretti, Venturino Venturi, Emilio Vedova, Arnaldo e Giò Pomodoro, Enrico Prampolini, Tano Festa, Vinicio Berti, Gianfranco Chiavacci, Fernando Melani, Ferdinando Chevrier, Emilio Scanavino, Antonio Bueno, Pietro Gentili ecc. 
Può contare sull'appoggio, l'incoraggiamento e la stima di critici come Giulio Carlo Argan e Lara Vinca Masini; di letterati come Emilio Villa, Quasimodo, Ungaretti, Sanguineti, spesso autori delle prefazioni dei suoi cataloghi; di musicisti come Vittorio Gelmetti, Pietro Grossi, Egisto Macchi, Luciano Berio, Giuseppe Chiari, Sylvano Bussotti, ecc. che arricchiscono con la dimensione sonora le esposizioni di Numero.

### Gli ultimi anni
Costretta a diradare la propria presenza a Firenze a causa di un'incessante attività tra Roma e Venezia, decide di chiudere definitivamente la sede fiorentina nel 1970. Si trasferisce prima a Roma poi a Venezia e mantiene entrambe le gallerie in attività.
Dopo aver rappresentato per 26 anni un punto di riferimento nel panorama dell'arte contemporanea, non solo in Italia, per problemi finanziari, nel 1977 Fiamma Vigo chiude le gallerie e interrompe la lunga attività di promotrice e combattente culturale. Nel 1978 subisce una causa di fallimento con conseguenti sequestri del patrimonio, evento che trascinerà con sé i luoghi e il lavoro di tutta una vita, rendendole molto difficili gli anni successivi.
Si spegne in solitudine all'Ospedale Fatebenefratelli di Venezia il 5 aprile 1981 per complicazioni cardiache e polmonari. Poco è rimasto della sua arte pittorica, molte opere sono andate disperse.
L'alluvione del 1966 aveva distrutto tutto il suo archivio e tutti i ricordi di 40 anni di attività. È stato faticosamente ricostruito fra il 1999 e il 2002 dall'Archivio di Stato di Firenze, grazie alla documentazione (periodici, dépliant, fotografie, cataloghi, manifesti, carte personali e lettere) donata dagli artisti che l'avevano conosciuta, ricostruzione culminata in una mostra nel dicembre 2003.
Nel 2015 un convegno al Museo Correr dal titolo "Presenze toscane alla Biennale Internazionale d'Arte di Venezia" dà ampio spazio alla sua attività di promozione di artisti toscani tra il 1951 e il 1977.

## Iniziative principali
- 1951, Convegno su "Arte e Architettura" al Palazzo dell'Arte della Lana presieduto da Giusta Nicco Fasola e Giovanni Michelucci
- 1955, "La Cava" mostra internazionale all'aperto di arti plastiche, in collaborazione con Leonardo Ricci[22]
- 1962, Musica e segno, rassegna-mostra itinerante organizzata nella sede romana da Giuseppe Chiari e Sylvano Bussotti. In mostra partiture di autori contemporanei come John Cage, George Maciunas, Nam June Paik, Dieter Schnebel, e di pezzi storici di compositori come Pierre Boulez
- 1966, "Idee di architettura", prima mostra di progetti d'architettura d'avanguardia, nella sede fiorentina di via Cavour
- 1967, Mostra del Piccolo Formato nelle gallerie di Firenze e Venezia, dopo un periodo di chiusura causato dall'alluvione del 1966 che aveva procurato ingenti danni in entrambe le sedi
- 1967, Museo di Scultura all'aperto nel piccolo giardino dell'Accademia d'arte di Montecatini in collaborazione con Pietro Porcinai[23]
- 1976, Mostra collettiva allestita nella Scuola Grande di San Teodoro a Venezia durante la XXXVII Esposizione internazionale d'arte; vi partecipano circa 145 artisti, con serate dedicate alla poesia e a concerti di musica elettronica tenuti da Albert Mayr, Luigi Rovighi e James Dashow[18]